# Aguacatillo, Veracruz
Aguacatillo är en ort i Mexiko.   Den ligger i kommunen San Juan Evangelista och delstaten Veracruz, i den sydöstra delen av landet, 500 km öster om huvudstaden Mexico City. Aguacatillo ligger 118 meter över havet och antalet invånare är 370.
Terrängen runt Aguacatillo är huvudsakligen platt. Aguacatillo ligger uppe på en höjd. Runt Aguacatillo är det ganska tätbefolkat, med 108 invånare per kvadratkilometer. Närmaste större samhälle är Acayucan, 15,3 km nordost om Aguacatillo. Omgivningarna runt Aguacatillo är en mosaik av jordbruksmark och naturlig växtlighet.